# Краснодудово
Краснодудово (рос. Краснодудово) — присілок в Палкінському районі Псковської області Російської Федерації.
Населення становить 9 осіб. Входить до складу муніципального утворення Палкінська волость.

## Історія
Від 2015 року входить до складу муніципального утворення Палкінська волость.

## Населення
| 2001 | 2002 | 2010 | 2012 | 2016 |
| ---- | ---- | ---- | ---- | ---- |
| 20   | ↘11  | ↘6   | ↗9   | →9   |